# Токала, Полен Нкомбе
Поле́н Нкомбе́ Токала́ (фр. Paulin Nkombé Tokala; 26 марта 1977, Киншаса, Заир) — конголезский футболист, вратарь. Выступал за сборную ДР Конго.

## Карьера

### Клубная
Воспитанник клуба «Вита» из Киншасы, в котором начал и профессиональную карьеру в 1997 году. За «Виту» играл на протяжении 4-х сезонов, до 2000 года, проведя за это время 85 матчей и став, вместе с командой, 1 раз чемпионом Заира, 1 раз вице-чемпионом, 2 раза 3-м призёром и 1 раз финалистом Кубка страны.
С 2002 по 2003 год выступал в ангольском клубе «Интер» из Луанды, за 2 сезона сыграл 23 встречи и стал обладателем Кубка Анголы, после чего перешёл в другой столичный клуб «Примейру ди Агошту», где затем выступал в сезонах 2004 и 2006 годов, проведя 89 игр и став, в составе команды, 1 раз чемпионом Анголы, 1 раз обладателем Кубка страны и 1 раз финалистом национального Кубка. Сезон 2005 года провёл на правах аренды в «Бенфике» из Луанды, сыграл 12 матчей.
В 2006 году переехал в Габон, где продолжил карьеру в клубе «Мангаспорт» из города Моанда провинции Верхнее Огове, там за 3 сезона сыграл в 27 встречах команды и стал в её составе 2 раза чемпионом Габона, 1 раз вице-чемпионом, 1 раз обладателем Кубка страны, 1 раз финалистом Кубка и 1 раз обладателем Суперкубка Габона. В 2008 году пополнил ряды клуба «105 Либревиль» из столицы Габона, в составе которого в 2009 году стал обладателем национального Кубка.

### В сборной
В составе главной национальной сборной ДР Конго выступал с 1996 по 2004 год, всего сыграл в её составе 18 матчей, в том числе провёл 3 встречи, в которых пропустил 5 голов, в отборочном турнире к чемпионату мира 2002 года.
В составе сборной стал бронзовым призёром Кубка Африки 1998 года, сыграл на турнире 3 матча. Затем участвовал ещё в 3-х кубках африканских наций: 2000, 2002 и 2004, на которых, однако, ДР Конго каких-либо значимых успехов не достигала, лишь в 2002 году сумев выйти в 1/4 финала.

## Достижения

### Командные
«Вита»
- Чемпион Заира (1): 1997
- Вице-чемпион ДР Конго (1): 1998
- 3-й призёр чемпионата ДР Конго (2): 1999, 2000
- Финалист Кубка Заира (1): 1997

 «Интер»
- Обладатель Кубка Анголы (1): 2003

 «Примейру де Агошту»
- Чемпион Анголы (1): 2006
- Обладатель Кубка Анголы (1): 2006
- Финалист Кубка Анголы (1): 2004

 «Мангаспорт»
- Чемпион Габона (2): 2006, 2007/08
- Вице-чемпион Габона (1): 2006/07
- Обладатель Кубка Габона (1): 2007
- Финалист Кубка Габона (1): 2008
- Обладатель Суперкубка Габона (1): 2006

 «105 Либревиль»
- Обладатель Кубка Габона (1): 2009

 Сборная ДР Конго
- Бронзовый призёр Кубка африканских наций (1): 1998